# Charles D'Ambrosio
Pour les articles homonymes, voir D'Ambrosio.
Charles D'Ambrosio est un auteur de nouvelles et essayiste américain né en 1958 à Seattle, aux États-Unis.

## Biographie
D'Ambrosio a grandi à Seattle et vit aujourd'hui à Portland, aux États-Unis. Il a fréquenté l'Oberlin College et a été diplômé de l'Atelier d'écriture d'Iowa (Iowa Writers' Workshop). D'Ambrosio enseigne au Tin House Summer Writers Workshop et au Warren Wilson MFA Program for Writers.
Il a séjourné en France en 2009, dans une résidence d'écriture à Vincennes.

## Œuvres

### Recueils de nouvelles
- Le Point, 1995
- Le Cap, 1999
- Le Musée des poissons morts, 2006

### Essais
- Orphelins, 2005